# Michael Badnarik

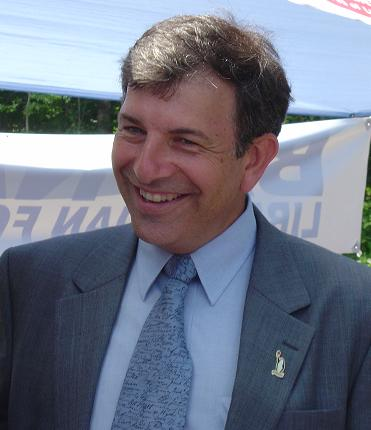
Badnarik im Wahlkampf 2004

Michael James Badnarik (* 1. August 1954 in Hammond, Indiana; † 11. August 2022 in San Antonio, Texas) war ein US-amerikanischer Software-Ingenieur und Politiker. Er war der Präsidentschaftskandidat der Libertarian Party für die Präsidentschaftswahl 2004.
Badnarik setzte sich bei der Libertarian National Convention erst im dritten Wahlgang gegen Aaron Russo durch. Zu seinem Running Mate als Anwärter auf die Vizepräsidentschaft wurde Richard Campagna gewählt. Bei der Präsidentschaftswahl erhielt Badnarik 397.265 Stimmen; dies entsprach einem Anteil von 0,32 Prozent und brachte ihm den vierten Platz hinter George W. Bush, John Kerry und Ralph Nader ein. 
Bei der Wahl zum Repräsentantenhaus im Jahr 2006 kandidierte Badnarik im 10. Kongresswahlbezirk von Texas. Er erreichte einen Stimmenanteil von 4,3 Prozent.